# Citozolna nespecifična dipeptidaza
Citozolna nespecifična dipeptidaza (EC 3.4.13.18, 2-beta-alanilarginin dipeptidaza, glicil-glicin dipeptidaza, glicil-leucin dipeptidaza, iminodipeptidaza, peptidaza A, Pro-X dipeptidaza, prolinaza, prolil dipeptidaza, prolilglicin dipeptidaza, iminodipeptidaza, prolinaza, L-prolilglicin dipeptidaza, prolilglicin dipeptidaza, diglicinaza, Gly-Leu hidrolaza, glicil--leucin dipeptidaza, glicil--leucin hidrolaza, glicil--leucin peptidaza, L-amino-acil-L-amino-kiselina hidrolaza, glicilleucin peptidaza, glicilleucin hidrolaza, glicilleucin dipeptid hidrolaza, nespecifična dipeptidaza, ljudska citosolna nespecifična dipeptidaza) je enzim. Ovaj enzim katalizuje sledeću hemijsku reakciju
Hidroliza dipeptida, preferentno hidrofobnih dipeptida uključujući prolil aminokiseline
Ovaj cinkov enzim ima široku specifičnost, koja u izvesnoj meri varira od vrste do vrste. Aktivira se i stabilizuje ditiotreitolom i Mn2+. Inhibira ga bestatin i leucin.

## Spoljašnje veze
- Cytosol+nonspecific+dipeptidase на 